# 正義之戰 (電影)
《正義之戰》（英語：Armed Response）是一部1986年美國動作驚悚片，由佛瑞德·歐勒·雷執導，大衛·卡拉定、李·范克里夫和岩松信主演。故事講述一個小雕像的失蹤即將引發日本黑幫與唐人街幫派的戰爭，再加上一對美國兄弟及他們的父親介入，使得事態越來越糟糕。電影1986年10月3日在美國上映。2003年由迴聲橋娛樂發行DVD版本。

## 演員
- 大衛·卡拉定飾演吉姆·羅斯（Jim Roth）
- 李·范克里夫飾演伯特·羅斯（Burt Roth）
- 岩松信飾演田中明（Akira Tanaka）
- 洛伊絲·漢密爾頓（英语：Lois Hamilton）飾演莎拉·羅斯（Sara Roth）
- 布倫特·赫夫（英语：Brent Huff）飾演湯米·羅斯（Tommy Roth）
- 羅斯·哈根（英语：Ross Hagen）飾演柯瑞·桑頓（Cory Thorton）
- 迪克·米勒飾演史蒂夫（Steve）
- 伯尔·德本宁（英语：Burr DeBenning）飾演桑德森中尉（Lt. Sanderson）
- 迈克尔·贝里曼飾演福西（F.C.）
- 田川洋行飾演敏（Toshi）
- 佛瑞德·歐勒·雷飾演士兵二號

## 外部連結
- 互联网电影数据库（IMDb）上《正義之戰》的资料（英文）